# Aishwarya Rai

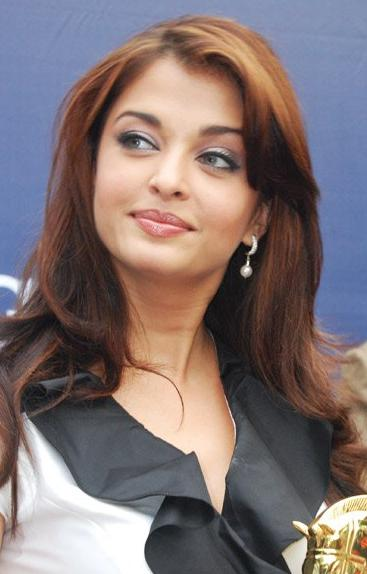
Aishwarya Rai.

Aishwarya Rai, född 1 november 1973 i Mangaluru, Karnataka, Indien, är en indisk skådespelare. Hon blev Miss World 1994. Hon gifte sig med Abhishek Bachchan år 2007.
Hon har medverkat i ett antal indiska filmer och spelade 2002 med i den hittills mest påkostade indiska filmen någonsin, Devdas, tillsammans med andra kända skådespelare.

## Filmer i urval
- 1997 - Iruvar
- 1997 - Aur Pyaar Ho Gaya
- 1998 - Jeans
- 1999 - Aa Ab Laut Chalen
- 1999 - Ravoyi Chandanama
- 1999 - Taal
- 1999 - Hum dil de chuke sanam
- 2000 - Kandukoundain Kandukoundain
- 2000 - Mohabbatein
- 2000 - Mela
- 2000 - Hamara Dil Aapke Paas
- 2000 - Josh
- 2001 - Albela
- 2002 - Devdas
- 2002 - Hum Kisi Se Kum Nahin
- 2002 - Hum Tumhare Hain Sanam
- 2002 - Shakti
- 2002 - 23rd March 1931: Shaheed
- 2003 - Dil Ka Rishta
- 2003 - Chokher Bali
- 2004 - Kärlek & fördom
- 2004 - Shabd
- 2004 - Khakee
- 2004 - Kyun... ! Ho Gaya Na
- 2005 - Bunty Aur Babli
- 2006 - The Mistress of Spices
- 2006 - Dhoom 2
- 2006 - Umraou Jaan
- 2007 - Guru
- 2007 - Provoked
- 2007 - The Last Legion
- 2007 - Jodhaa Akbar
- 2007 - Sharkar 2
- 2008 - Raaste
- 2009 - ohh Ash
- 2009 - Rosa Pantern 2
- 2011 - Happy Birthday